# Nikki Symmons
Nikki Symmons (* 2. August 1982 in Dublin) ist eine ehemalige irische Feldhockey- und Cricket-Spielerin. Sie spielte sowohl in der Hockey- als auch Cricket-Nationalmannschaft der Frauen für Irland.

## Leben
Von 2002 bis 2005 besuchte sie das St. Nicholas Montessori College. In ihrer Jugend spielte sie sowohl Tennis, Cricket als auch Feldhockey.

## Sportliche Karriere

### Feldhockey
In ihrer Jugend spielte sie Hockey für das Wesley College. Danach spielte sie viele Jahre Hockey für den Verein Loreto Hockey Club in Dublin. Zwischenzeitlich war sie für eine Saison 2006/07 beim deutschen Verein Eintracht Braunschweig.
Von 2001 bis 2013 war sie als Verteidigerin Mitglied der irischen Frauennationalmannschaft im Hockey und nahm unter anderem an der Feldhockey-Europameisterschaft der Damen 2007 teil.
Ab 2008 begann sie zudem als Trainerin zu arbeiten. Sie trainierte anfangs den Verein Notre Dame Des Missions, dann in der Saison 2009–2010 den Verein Leinster U-16 Girls und in der Saison 2011–2012 den Verein Three Rock Ladies II und danach in der Saison 2012–2013 den Verein Glenanne. Ab 2013 war sie Trainerin am St. Andrew's College. Seit 2014 arbeitet Symmons in Lausanne als Digital Manager für die International Hockey Federation.

### Cricket
Sie spielte Cricket sowohl für Wesley College als auch für Pembroke. Im Jahr 2010 wurde sie für die ICC Women’s Cricket Challenge nominiert und bestritt dort bei ihrem internationalen Debüt vier WODI und drei WT20. In ihrem letzten Spiel gegen die Niederlande konnte sie 86 Runs erzielen und wurde so als Spielerin des Spiels ausgezeichnet.